# 黑柄铁角蕨
黑柄铁角蕨（学名：Asplenium subtoramanum），为铁角蕨科铁角蕨属下的一个植物种。